# Brejo Santo (gemeente)
Brejo Santo is een gemeente in de Braziliaanse deelstaat Ceará. De gemeente telt 41.266 inwoners (schatting 2009).
De gemeente grenst aan  Norte Missão Velha, Abaiara, Milagres, Jati,  Mauriti en Porteiras.